# Кафедральный собор Лимы

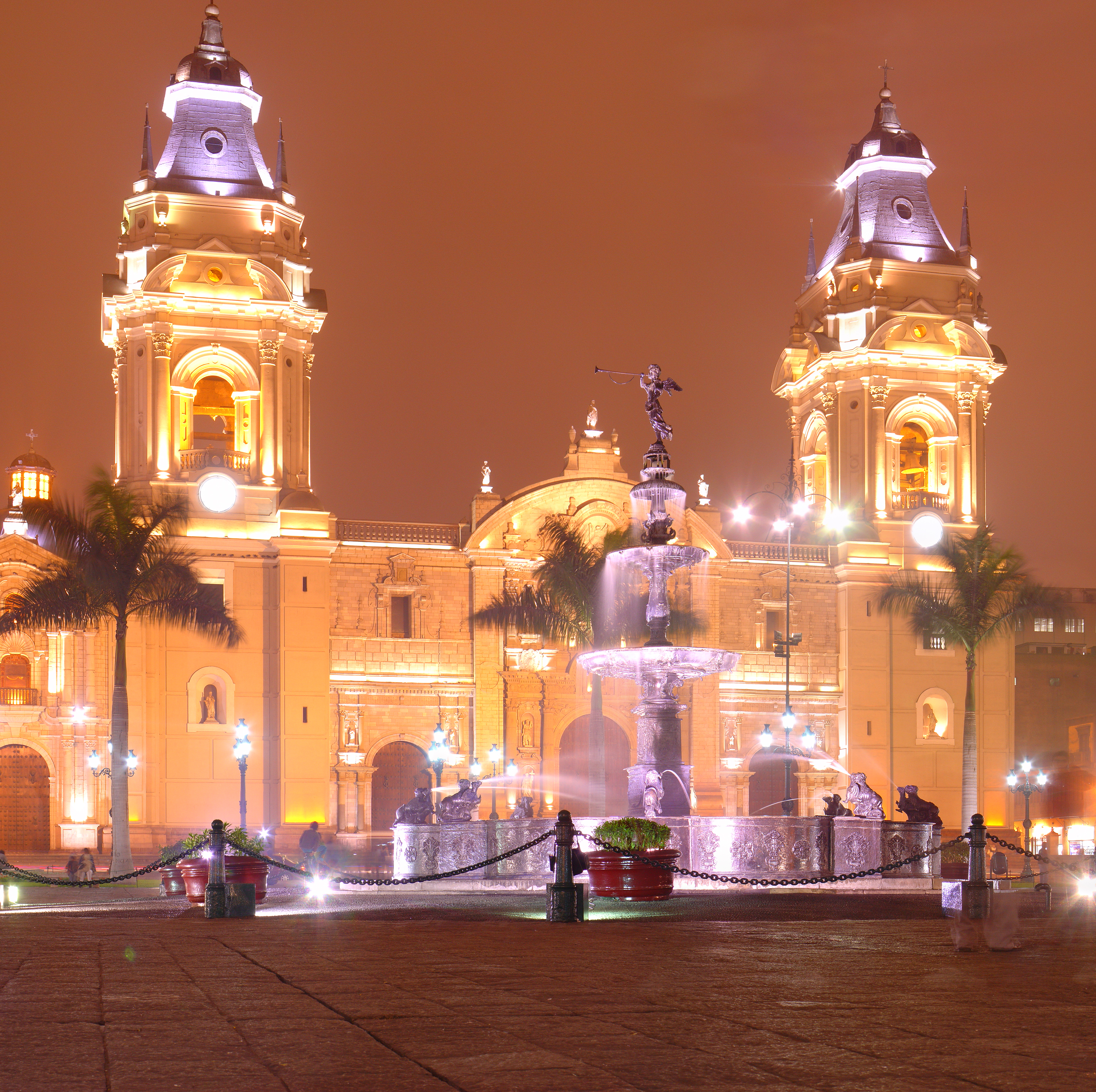
Вид ночью

Кафедральный собор Лимы или Собор святого Евангелиста Иоанна (исп. Catedral de Lima) — кафедральный собор в Лиме, принадлежит к римско-католической церкви, расположен на главной площади города. Строительство первого здания собора началось в 1535 году, в течение своей истории неоднократно перестраивался. Здание современного собора является третьим по счёту построенным в Лиме. Храм освящён в честь святого апостола Иоанна.

## История
В 1535 году, после испанского завоевания Перу, испанский конкистадор Франсиско Писарро основывает город Лима, тогда же решает построить в основанном городе церковь. Первый небольшой храм был построен в 1538 году. 11 марта 1540 года Франсиско Писарро официально открывает церковь.
Понимая важность основанного города, в 1541 году папа Павел III издал буллу о создании епархии в Лиме, ранее Лима относилась диоцезу Куско.
17 сентября 1543 года епископ Лимы Херонимо де Лоиса подписал указ о строительстве кафедрального собора и назначил совет будущего собора.
12 февраля 1546 в соответствии с буллой Павла III церковь стала центром созданного архиепископства.
В 1551 году архиепископ Херонимо де Лоиса официально открыл построенный каменный собор.
В 1654 году архиепископ Херонимо де Лоиса поставил задачу перепроектирования собора архитектору Алонсо Бельтрану, основой нового убранства собора по желанию архиепископа должен был послужить Севильский кафедральный собор.
В 1572 году началось строительство третьего собора, были разрушены некоторые глинобитные стены существующего здания, но от проекта вскоре отказались из-за высокой стоимости.
В 1598 году испанским архитектором Франсиско Бесьеро возобновлены работы по сооружению собора.
2 февраля 1604 года архиепископ Торибио Альфонсо де Могровехо открыл первую часть строящегося собора.
Землетрясение 1609 года разрушило недавно построенные здания, также из-за землетрясения обрушились возводящиеся своды собора.
В 1614-1615 году проводились работы по ликвидации последствий землетрясения, старые своды были восстановлены в готическом стиле, но их соорудили на более низкой высоте.
15 февраля 1622 года состоялась первая месса в отстроенном соборе.
19 октября 1625 года архиепископ Гонсало Окампо освятил построенный, третий по счёту собор Лимы.
В 1687 году очередное землетрясение разрушило своды и крышу собора.
7 декабря 1697 года состоялось открытие восстановленного собора.
В 1732 году были добавлены две двери в пределах собора.
В 1746 году в результате сильного землетрясения в очередной раз были обрушены своды собора, а также несколько колонн.

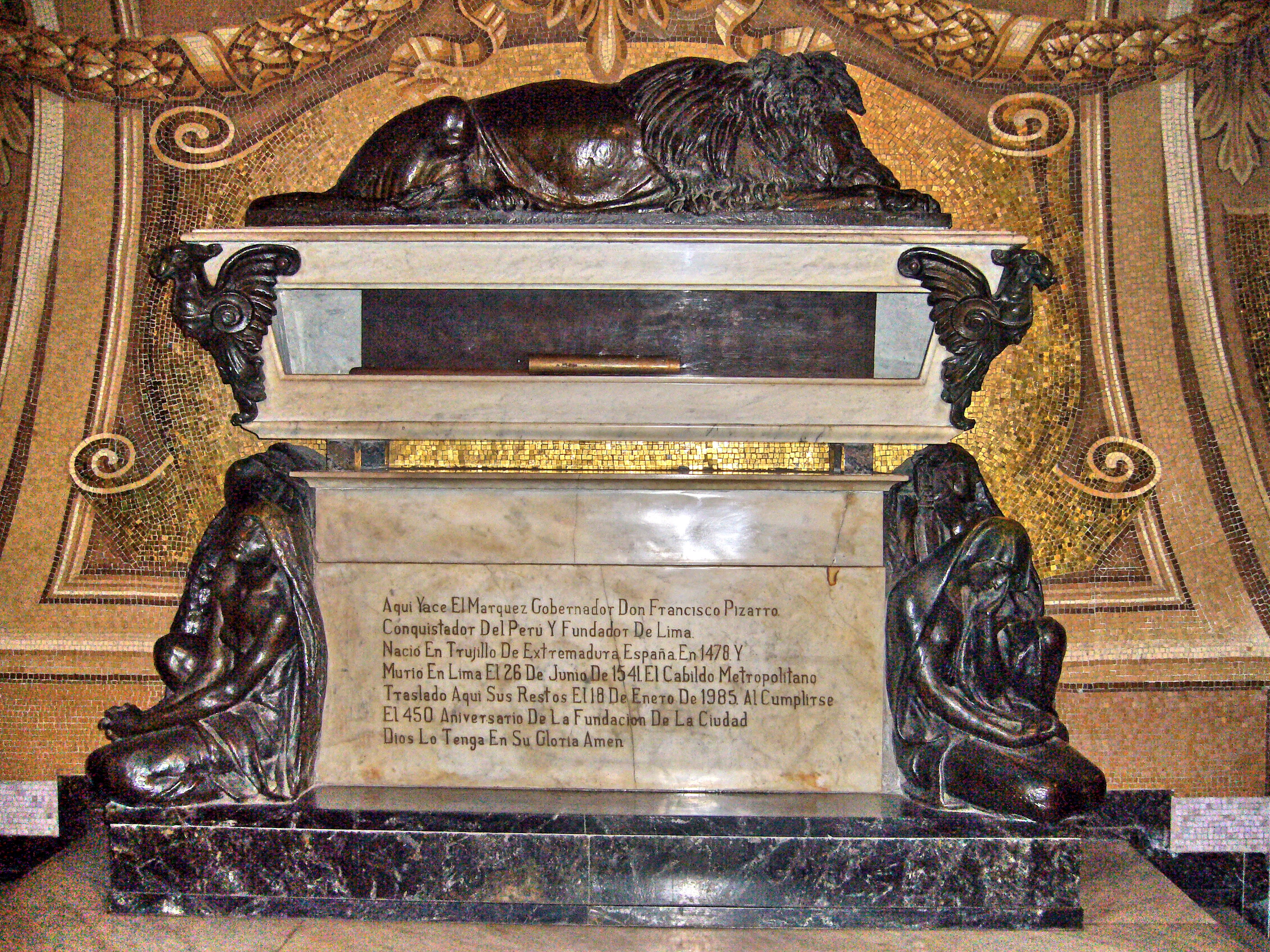
Гробница Франсиско Писарро

После землетрясения собор восстанавливался частями, которые постепенно вводились в эксплуатацию, 8 декабря 1778 года архиепископ Диего Антонио де Парада открыл полностью восстановленный собор.
В 1794-1797 велось строительство двух колоколен собора, которые можно наблюдать и сейчас.
17 января 1893 года, уже после провозглашения независимости Перу, собор был закрыт из-за крайне плохого состояния здания. Спустя 3 года, 7 января 1896 года, начались внутренние работы по реставрации здания.
6 января 1898 года после реставрации, собор был вновь открыт.
28 мая 1921 года Святой престол присвоил собору почётный титул малой базилики.
В соборе находится гробница Франсиско Писарро.

## Современное состояние собора

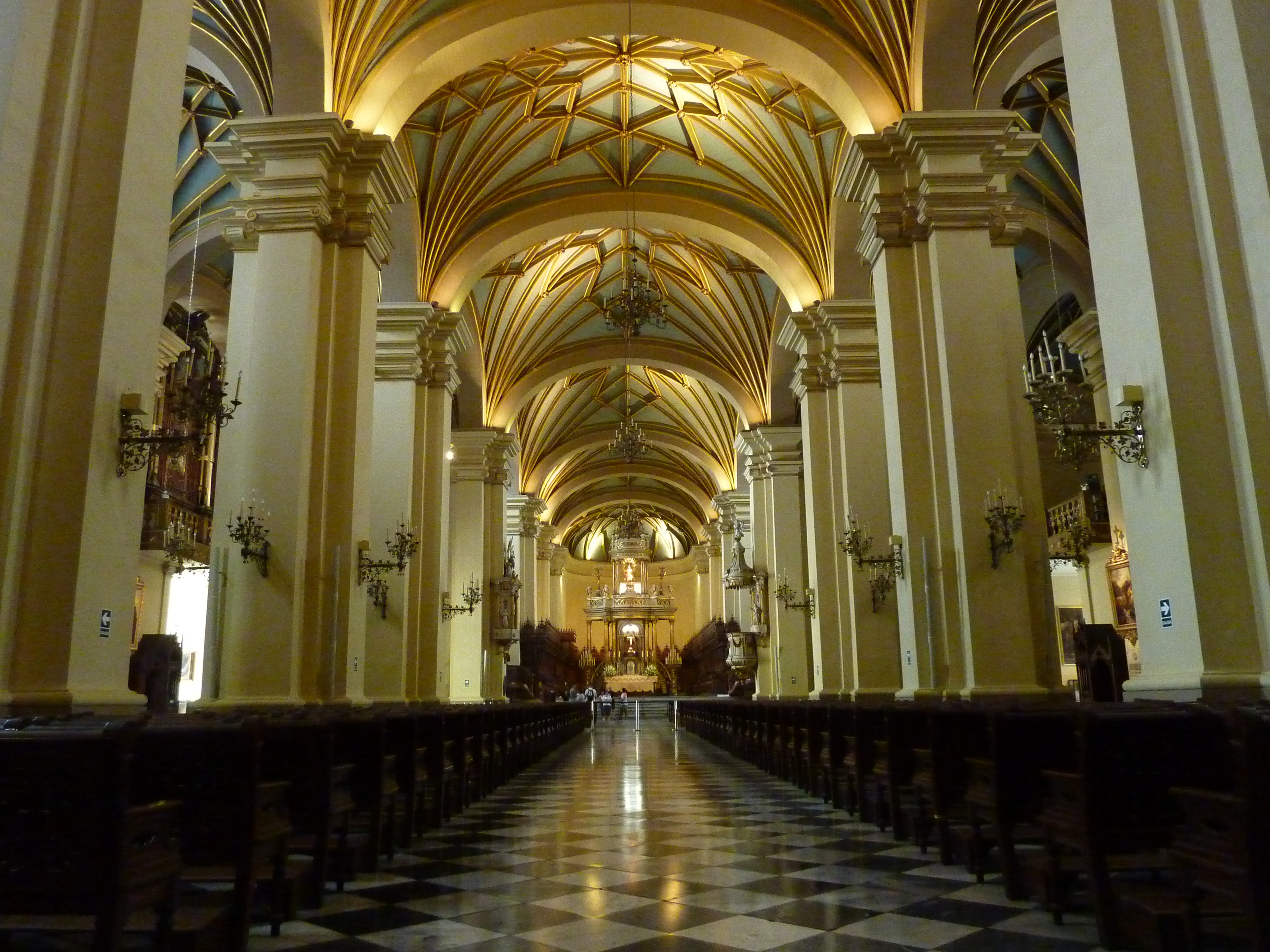
Центральный неф собора

Современный собор Лимы представляет собой здание, в облике которого угадываются несколько различных стилей - от готики до барокко эпохи Возрождения, также можно увидеть элементы эпохи ренессанса. Столь богатое различие стилей объясняется долгим строительством собора, а также многочисленными перестройками и реконструкциями производившимися различными архитекторами после землетрясений.
Главный зал собора имеет прямоугольную форму и по размерам схож с Севильским собором. Крыша собора поддерживается сводами в готическом стиле, которые воссоздают звёздное небо. На случай землетрясения и чтобы облегчить нагрузку на крышу все украшения сделаны из дерева. Интерьер центрального предела собора выполнен в стиле ренессанса, ниши собора украшены образами апостолов, в центре которых расположен большой образ Христа. Две высокие колокольни собора построены в стиле классицизма со стилистическим влиянием школы севера Европы. Оригинальные алтари собора в стиле барокко заменены на алтари в неоклассическом стиле.
В здании собора действует музей.